# نورا اسکنت

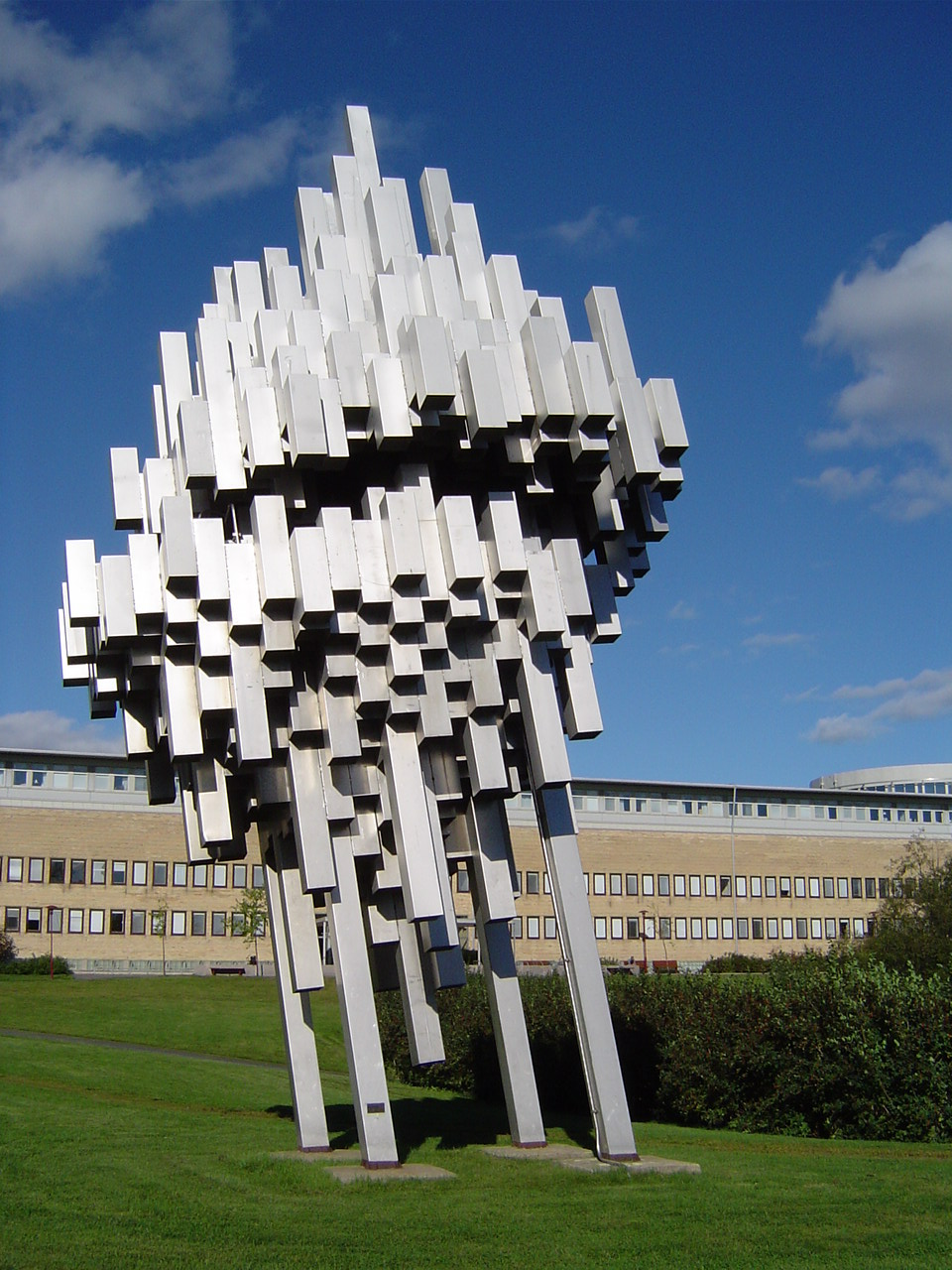
نورا اسکنت

نورا اسکنت (به سوئدی: Norra skenet) یک سازه و تندیس هنری در دانشگاه اومئو است.
این تندیس توسط ارنست نوردین در سال ۱۹۶۹ ساخته شده و در سال ۱۹۹۵ به محل کنونی وی انتقال داده شده است. 